# Sensational Janine
Sensational Janine (Josefine Mutzenbacher... wie sie wirklich war - 1. Teil) è un film pornografico tedesco del 1976 diretto da Hans Billian. Si tratta di una commedia in costume che è l'adattamento del romanzo Josefine Mutzenbacher sulla vita della celebre cortigiana viennese di fine XIX secolo. Nel suo genere, il film è considerato un classico, ha generato tre sequel diretti dallo stesso regista, senza però raggiungere la qualità e il successo dell'originale.

## Trama
Josefine è una ingenua adolescente di Vienna molto incuriosita dal sesso. Dopo aver perso la verginità con un uomo di nome Horak, l'amante della sua vicina di casa Frau Reinthaler, la ragazza comincia una vita sessuale molto attiva. A seguito della brusca scomparsa di sua madre, inizia una relazione sessuale anche con il patrigno. Un pensionante che li ha sorpresi a fare sesso, minaccia la coppia di denunciarli con l'accusa di incesto e, rivelatosi un approfittatore, induce Josefine a prostituirsi per il suo tornaconto. Allora Josefine inizia una carriera da prostituta che la porterà alla scalata sociale che la renderà una delle cortigiane più famose di Vienna.

## Produzione
Il regista Billian affidò il ruolo della protagonista del film alla sua ragazza dell'epoca, Patricia Rhomberg, all'epoca ventiduenne. Billian le assegnò il ruolo in parte per la sua avvenenza, ovviamente, ma anche perché aveva un accento viennese perfetto essendo nata in Austria. Il film le regalò grande fama in Germania. In questa pellicola, la Rhomberg ha rapporti sessuali completi con dieci uomini (otto nella più breve versione del DVD tedesco), compreso Frithjof Klausen che interpreta il suo patrigno, tranne due sui quali effettua soltanto fellatio e/o masturbazione. L'età di Josefine è di 14 anni nel romanzo, ma nessuna età è accennata nella sceneggiatura del film.

## Accoglienza
Il critico statunitense Jim Holliday ha descritto il film "di gran lunga il migliore e il più accurato dei numerosi film basati sulla vita e le avventure della leggendaria signora viennese Josephine Mutzenbacher" e concluse definendolo il suo "film porno preferito di sempre". 	Josefine Mutzenbacher... wie sie wirklich war - 1. Teil, distribuito negli Stati Uniti d'America con il titolo Sensational Janine nel periodo della "Golden Age of Porn", fu uno dei maggiori successi oltreoceano per un film pornografico europeo. Oggi la pellicola è considerata "uno dei migliori porno di sempre", e "possibilmente il miglior film a luci rosse tedesco mai prodotto".